# 徐华东
徐华东（1947年—），山东五莲人，汉族，中华人民共和国政治人物、第十一届全国人民代表大会山东地区代表。
毕业于山东工学院电力系电子系统及自动化专业，是中共党员。担任山东省济南市人大常委会原主任。2008年起担任全国人大代表。